# Мокроялинський
Мокроялинський заказник — ботанічний заказник місцевого значення в Україні. Розташований на території Великоновосілківського району Донецької області, на території Краснополянської сільської ради. 
Площа — 189,6 га, статус отриманий у 2018 році.